# Берлат
Берлат (фр. Berlats) насеље је и општина у јужној Француској у региону Миди Пирене, у департману Тарн која припада префектури Кастр.
По подацима из 2011. године у општини је живело 105 становника, а густина насељености је износила 10,05 становника/km². Општина се простире на површини од 10,45 km². Налази се на средњој надморској висини од 570 метара (максималној 896 m, а минималној 556 m).

## Демографија
| 1962. | 1968. | 1975. | 1982. | 1990. | 1999. | 2011. |
| ----- | ----- | ----- | ----- | ----- | ----- | ----- |
| 128   | 173   | 148   | 112   | 106   | 110   | 105   |

График промене броја становника у току последњих година